# Lozitha-Palast
Der Lozitha-Palast (englisch Lozitha (Royal) Palace) in Eswatini ist der Hauptsitz und Wohnpalast des Königs von Eswatini. Er befindet sich etwa 10 Kilometer vom Königlichen Dorf Ludzidzini, auch als Königlicher Kraal bekannt, in Lobamba. Hier lebt die Königinmutter. 
Das Gebiet ist zudem die traditionelle Hauptstadt des Landes sowie Parlamentssitz.